# Val-de-Charmey
Val-de-Charmey is een gemeente in het district Gruyère dat behoort tot het kanton Fribourg. Val-de-Charmey heeft 2354 inwoners. 

## Geschiedenis
Val-de-Charmey is op 1 januari 2014 als fusiegemeente ontstaan uit de gemeenten Cerniat en Charmey.

## Geografie
Val-de-Charmey heeft een oppervlakte van 112.15 vierkante kilometer en grenst aan de buurgemeenten Bas-Intyamon, Botterens, Broc, Château-d'Œx, Châtel-sur-Montsalvens, Crésuz, Grandvillard, Gruyères, Hauteville, Jaun, La Roche, Plaffeien, Plasselb, Rougemont  en Saanen,
Val-de-Charmey heeft een gemiddelde hoogte van 887 meter.

## Wapen
De blazoenering van het wapen luidt als volgt:
Écartelé; au 1er d'argent à deux étoiles de gueules rangées en fasce, au 2e de gueules au monde d'or ceintré et croisé de même, au 3e de gueules au sapin de sinople mouvant d'une montagne de trois copeaux de sable et au 4e d'argent à la tierce ondée raccourcie et amortie de sinople.

## Galerij

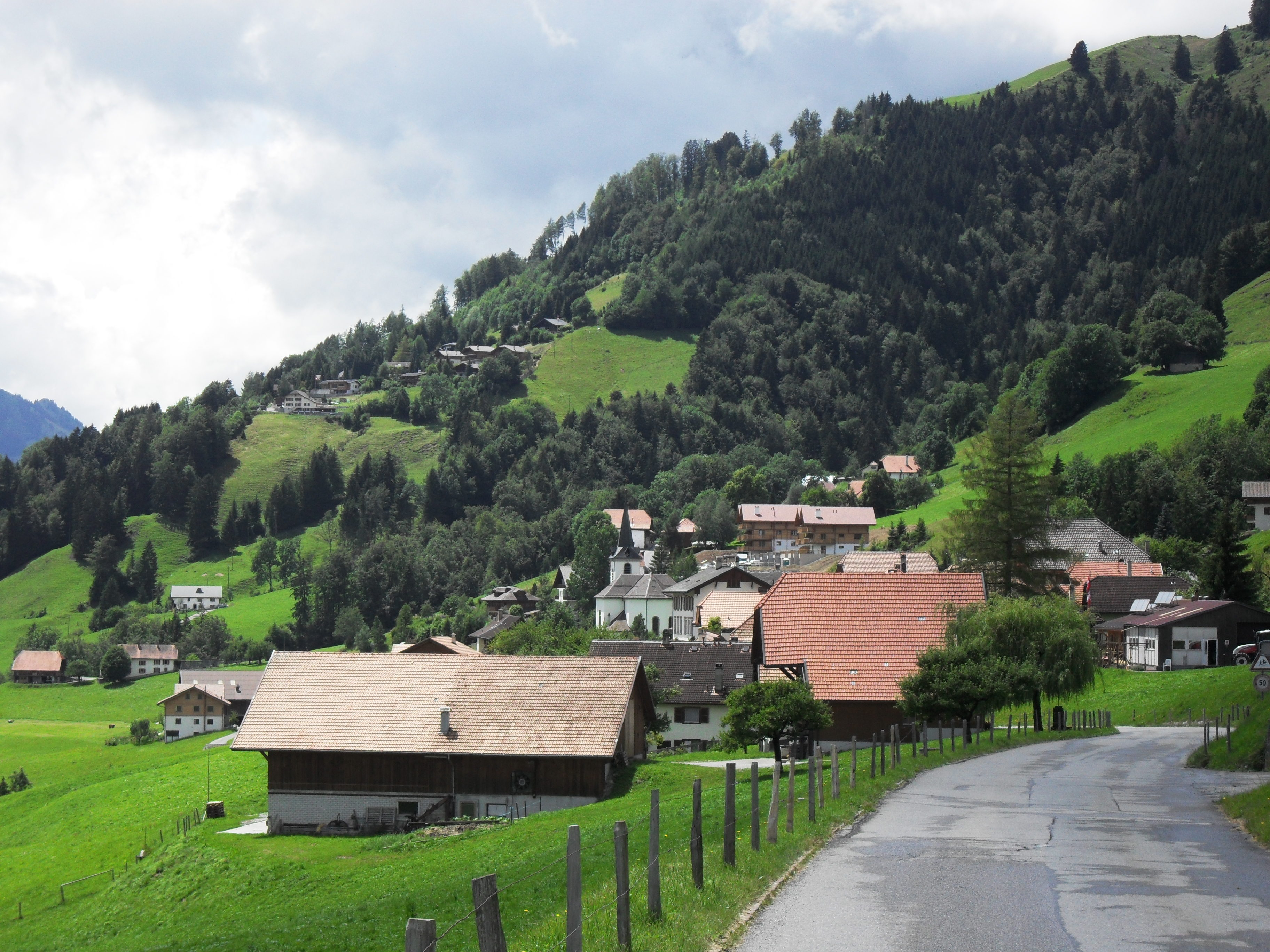
Cerniat
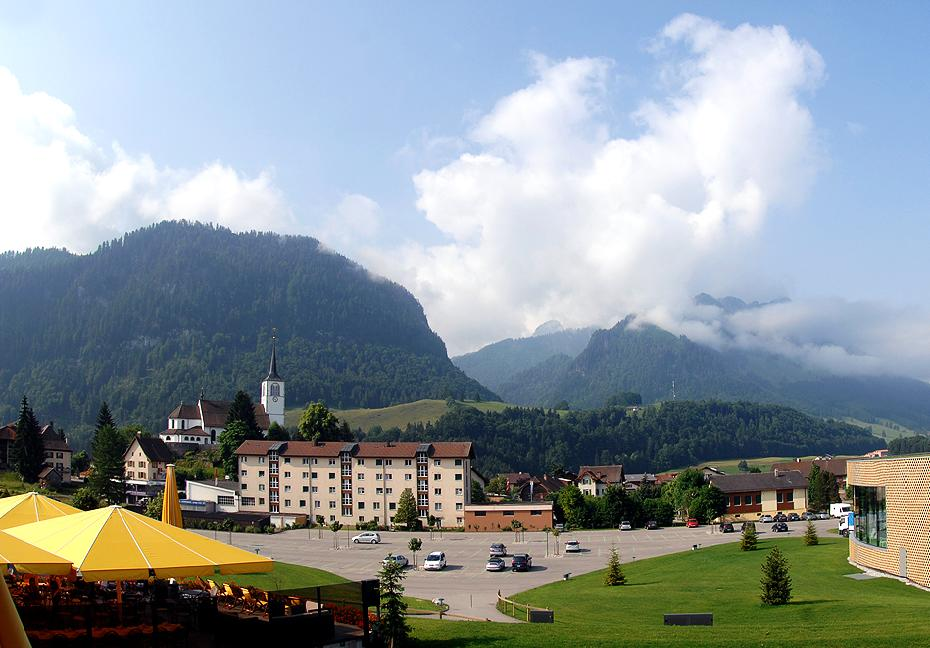
Charmey